# 林地復育

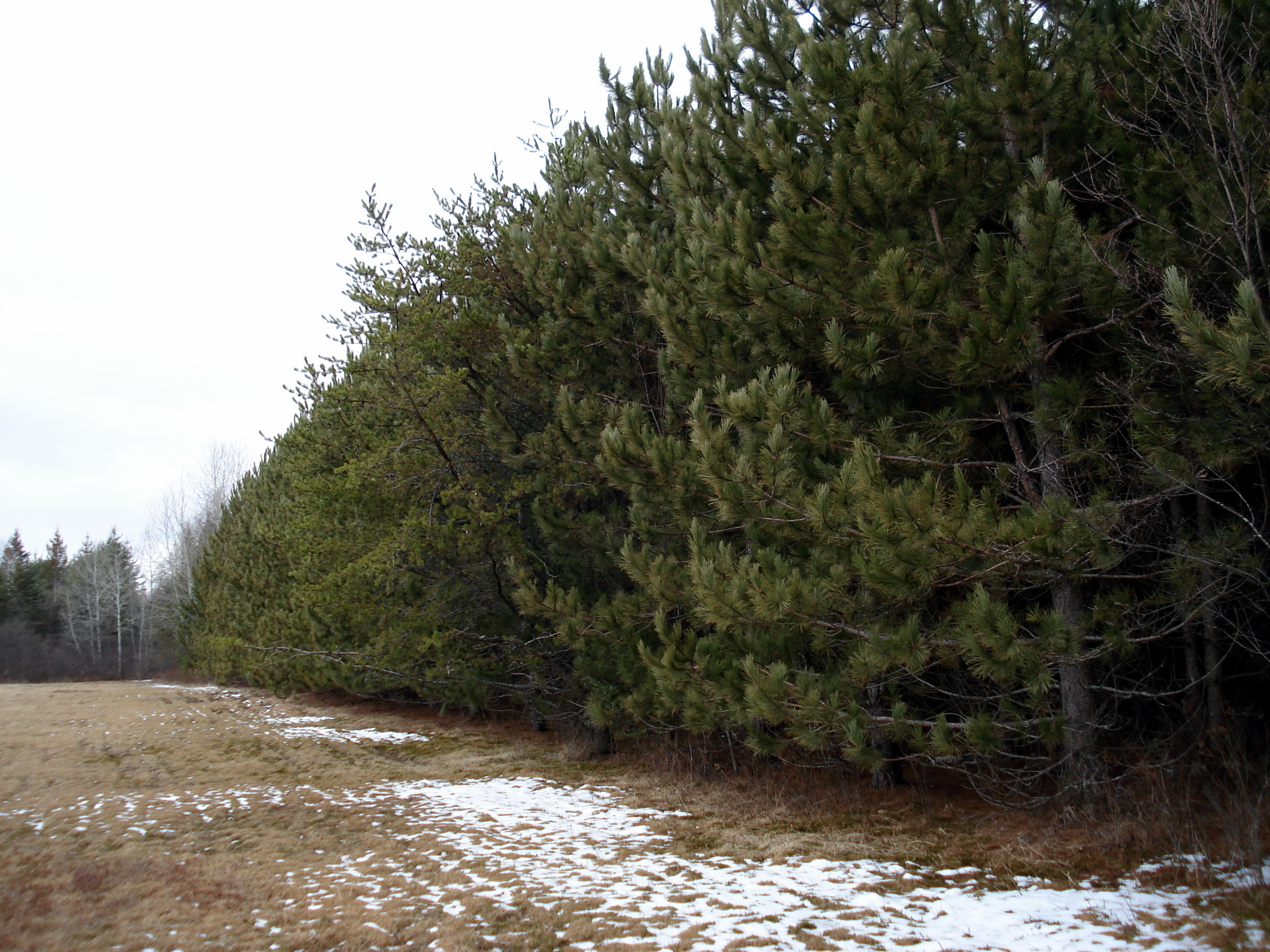
在加拿大安大略省南部造林地之21年生美國赤松

林地復育或稱跡地造林、人工造林、再造林等，通常是指森林或林地經人為砍伐殆盡之後，透過自然或人為的方式，使其再次成林的過程。
林地復育的自然方式為天然下種、萌芽更新及萌蘗繁殖；人工方式為直接播種或是立木種植。